# Centaurea regia
Centaurea regia — вид рослин роду волошка (Centaurea), з родини айстрових (Asteraceae).

## Морфологічна характеристика
Це дворічна рослина з товстим м'ясистим стрижневим коренем і прямовисним стеблом заввишки 40–110 см, павутинно-запушеним, зрештою майже голим. Прикореневі листки на довгих ніжках, яйцювато-субсерцеподібні або рідше ліроподібні, до 40 × 20 см. Нижні стеблові листки широко-ланцетні, цілі або нижня частина перистолопатева. серединне листя широко-ланцетне або довгасте, сидяче, 20 × 10 см. Верхні листки ланцетні. Суцвіття — китиця. Квітки пурпурні, ≈ 45 мм. Сім'янки 6–9 × 3–4 мм, блискучі; папуси від солом'яного до коричневого кольору, зовнішній ряд — 10–13 мм, внутрішній ряд — 2–5 мм.

## Середовище проживання
Поширений у пд.-сх. Туреччині (Анатолія), пн.-сх. Сирії, Іраку, зх. Ірані.